# Hiromitsu Takano
Hiromitsu Takano (jap. 高野 裕光 Takano Hiromitsu; ur. 25 sierpnia 1959 w powiecie Shimomashiki) – japoński judoka. Olimpijczyk z Los Angeles 1984, gdzie zajął piąte miejsce w wadze półśredniej.
Mistrz Azji w 1984 roku.

## Letnie Igrzyska Olimpijskie 1984
| Konkurencja | Eliminacje            | Repasaże                 | Repasaże              | Finały                 | Klas. końcowa |
| Konkurencja | Przeciwnik I          | Przeciwnik I             | Przeciwnik II         | o 3. miejsce           | Miejsce       |
| ----------- | --------------------- | ------------------------ | --------------------- | ---------------------- | ------------- |
| 78 kg       | Frank Wieneke (FRG) p | Walid Abdulhalim (EGY) Z | Kevin Doherty (CAN) Z | Mircea Frățică (ROU) P | 5.            |